# Atresmedia
Atresmedia, noto anche con il suo acronimo A3M e il cui nome commerciale è Atresmedia Corporación de Medios de Comunicación, SA  è un gruppo di comunicazione spagnolo che opera in diversi settori di attività, in particolare audiovisivi. È la società risultante dalla fusione del gruppo Antena 3 con il Gestore Degli Investimenti Audiovisivi La Sexta. Atresmedia Corporación ha, come società madre, la controllata Atresmedia Televisión, che ha ottenuto nel 1989 una delle tre licenze per la televisione privata in Spagna. È inoltre proprietaria di alcune tra le più ascoltate radio spagnole tra cui Onda Cero e Europa FM.

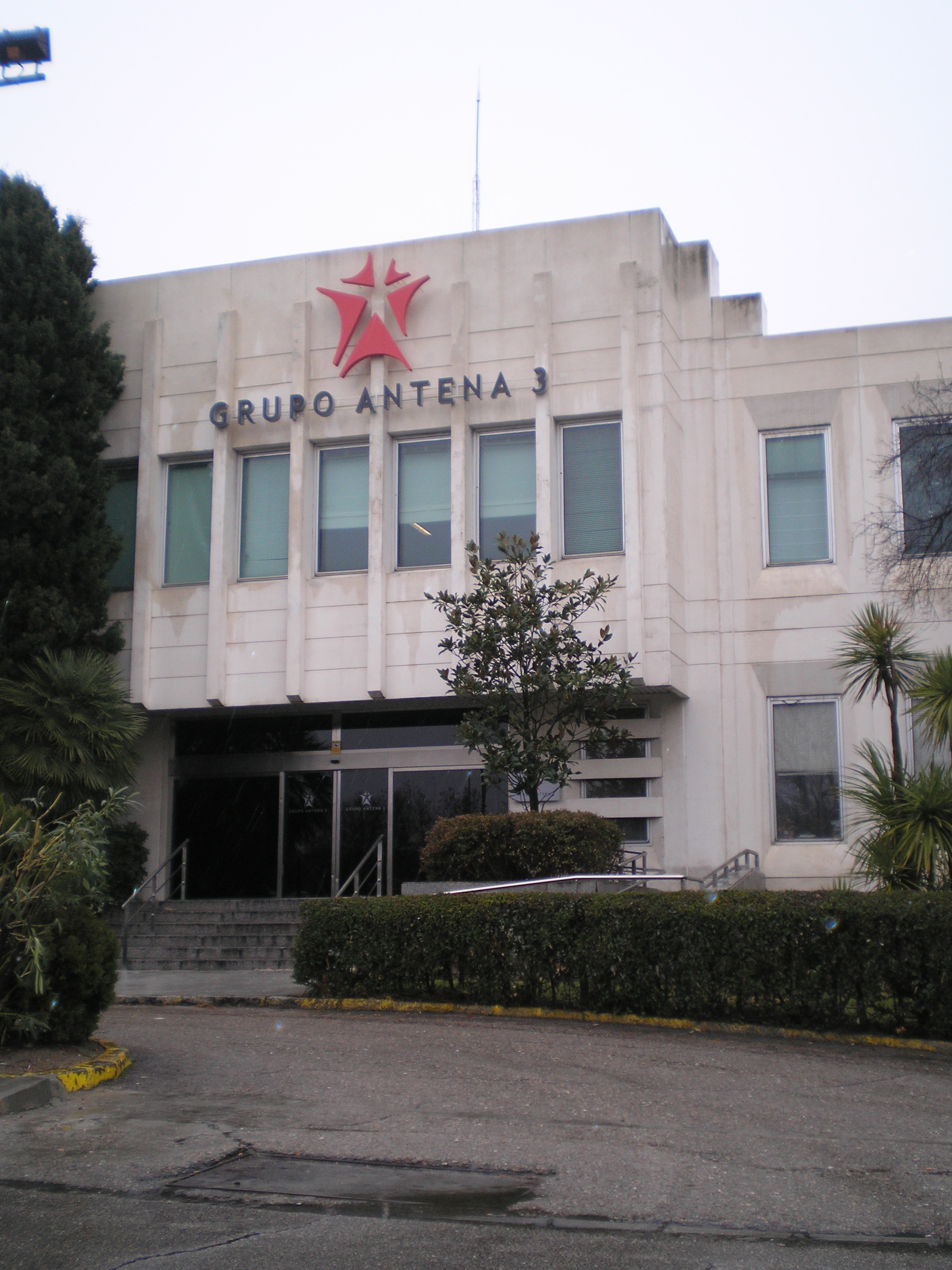

Dal 29 ottobre 2003 Atresmedia è quotata alla Borsa di Madrid, attraverso Atresmedia Televisión (a quel tempo, Grupo Antena 3 attraverso Antena 3 de Televisión). È stato elencato su Ibex 35 dall'8 luglio 2005 al 31 dicembre 2007.